# Cohen Live
Cohen Live je koncertní album kanadského hudebníka Leonarda Cohena, vydané v červnu roku 1994 hudebním vydavatelstvím Sony. Nahrávky pocházejí z turné k albu I'm Your Man v roce 1988 a o pět let pozdějšímu turné na podporu desky The Future.

## Seznam skladeb
| Pořadí | Název                       | Nahráno                        | Délka |
| ------ | --------------------------- | ------------------------------ | ----- |
| 1.     | Dance Me to the End of Love | Toronto, 17. června 1993       | 6:10  |
| 2.     | Bird on the Wire            | Toronto, 17. června 1993       | 6:53  |
| 3.     | Everybody Knows             | Vancouver, 29. července 1993   | 6:08  |
| 4.     | Joan of Arc                 | Toronto, 17. června 1993       | 6:13  |
| 5.     | There Is a War              | Toronto, 17. června 1993       | 4:46  |
| 6.     | Sisters of Mercy            | Toronto, 18. června 1993       | 6:15  |
| 7.     | Hallelujah                  | Austin, 31. října 1988         | 6:54  |
| 8.     | I'm Your Man                | Toronto, 17. června 1993       | 5:29  |
| 9.     | Who by Fire?                | Austin, 31. října 1988         | 5:09  |
| 10.    | One of Us Cannot Be Wrong   | San Sebastian, 20. května 1988 | 5:20  |
| 11.    | If It Be Your Will          | Austin, 31. října 1988         | 3:18  |
| 12.    | Heart with No Companion     | Amsterdam, 19. dubna 1988      | 4:50  |
| 13.    | Suzanne                     | Vancouver, 29. června 1993     | 4:18  |

## Obsazení
- Leonard Cohen – zpěv, kytara, klávesy
- Perla Batalla – zpěv
- Julie Christensen – zpěv
- Jorge Calderón – baskytara, zpěv
- Bob Metzger – kytara, pedálová steel kytara
- Stephen Zirkel – baskytara, trubka, klávesy
- Bill Ginn – klávesy
- Tom McMorran – klávesy
- Paul Ostermayer – klávesy, saxofon
- Bob Furgo – housle, klávesy
- John Bilezikjian – mandolína
- Steve Meador – bicí